# Nebbiolo d’Alba
Nebbiolo d’Alba ist ein Wein aus der norditalienischen Region Piemont. Er wird sortenrein aus der Rebsorte Nebbiolo als Rotwein, Spumante oder Spumante-Rosè ausgebaut. Seit dem 25. Mai 1970 hat er eine „kontrollierte Herkunftsbezeichnung“ (Denominazione di origine controllata – DOC), die zuletzt am 7. März 2014 aktualisiert wurde.

## Anbau
Das Anbaugebiet umfasst 32 Gemeinden um die italienische Stadt Alba in der Provinz Cuneo. Obwohl die Voraussetzungen (Anbaugebiet und Rebsorte) denen des Barolo oder Barbaresco sehr ähnlich sind – sieben der 32 Gemeinden gehören teilweise der DOCG Barolo an – entstehen weniger intensive und früher trinkreife Weine.
Die zugelassenen Rebflächen verteilen sich auf die Gemeinden Canale, Castellinaldo, Corneliano d’Alba, Monticello d’Alba, Piobesi d’Alba, Priocca, Santa Vittoria d’Alba, Vezza d’Alba, Sinio und Govone sowie auf Teilbereiche der Gemeinden Alba, Bra, Baldissero d’Alba, Castagnito, Diano d’Alba, Grinzane Cavour, Guarene, La Morra, Magliano Alfieri, Monchiero, Monforte d’Alba, Montà, Montaldo Roero, Montelupo Albese, Monteu Roero, Novello, Pocapaglia, Roddi, Roddino, Santo Stefano Roero, Sommariva Perno und Verduno.
Im Jahre 2017 wurden 31.872 Hektoliter „Nebbiolo d’Alba“ erzeugt.

## Produktionsvorschriften
Für alle Weine ist Nebbiolo die einzige zugelassene Rebsorte.

### Nebbiolo d’Alba
- Hektarhöchstertrag: 9 t/ha, mit dem Zusatz „Vigna“ 8,1 t/ha
- Produktionshöchstertrag: 63 hl/ha
- Mindestlagerzeit vor der Vermarktung: 12 Monate

### Nebbiolo d’Alba Superiore
- Hektarhöchstertrag: 9 t/ha, mit dem Zusatz „Vigna“ 8,1 t/ha
- Produktionshöchstertrag: 63 hl/ha
- Mindestlagerzeit vor der Vermarktung: 18 Monate, davon 6 Monate im Holzfass

### Nebbiolo d’Alba Spumante
- Hektarhöchstertrag: 11 t/ha
- Produktionshöchstertrag: 77 hl/ha
- Mindestlagerzeit vor der Vermarktung: 6 Monate

### Nebbiolo d’Alba Spumante Rosè
- Hektarhöchstertrag: 11 t/ha
- Produktionshöchstertrag: 77 hl/ha
- Mindestlagerzeit vor der Vermarktung: 6 Monate[1]

## Beschreibung
Laut Denomination (Auszug):

### Nebbiolo d’Alba
- Farbe: rubinrot, zu granatrot tendierend
- Geruch: fruchtbetont, charakteristisch,
- Geschmack: trocken, samtig, harmonisch
- Alkoholgehalt mindestens 12 % Vol., mit dem Zusatz „Vigna“ mindestens 12,5 % Vol.
- Säuregehalt: min 4,5 g/l
- Trockenextrakt: min. 21,0 g/l

### Nebbiolo d’Alba Superiore
- Farbe: rubinrot, zu granatrot tendierend
- Geruch: fruchtbetont, charakteristisch, gegebenenfalls mit Holznoten
- Geschmack: trocken, samtig, harmonisch
- Alkoholgehalt mindestens 12,5 % Vol., mit dem Zusatz „Vigna“ mindestens 13 % Vol.
- Säuregehalt: min 4,5 g/l
- Trockenextrakt: min. 22,0 g/l

### Nebbiolo d’Alba Spumante
- Schaum: fein und lang anhaltend
- Farbe: rubinrot, eventuell zu granatrot tendierend
- Geruch: sauber, fruchtbetont, komplex, mit Noten, die an Hefe oder Brotkruste erinnern
- Geschmack: trocken, oder restsüß (abboccato), wohlschmeckend
- Alkoholgehalt mindestens 11,5 % Vol., mit dem Zusatz „Vigna“ mindestens 12 % Vol.
- Säuregehalt: min 4,5 g/l
- Trockenextrakt: min. 17,0 g/l

### Nebbiolo d’Alba Spumante Rosè
- Schaum: fein und lang anhaltend
- Farbe: rosè, mehr oder weniger intensiv
- Geruch: sauber, fruchtbetont, komplex, mit Noten, die an Hefe oder Brotkruste erinnern
- Geschmack: trocken, oder restsüß (abboccato), wohlschmeckend
- Alkoholgehalt mindestens 11,5 % Vol., mit dem Zusatz „Vigna“ mindestens 12 % Vol.
- Säuregehalt: min 4,5 g/l
- Trockenextrakt: min. 16,0 g/l[1]